# Acompsoceras
Genre
Acompsoceras est un genre d'ammonites (mollusques céphalopodes éteints), de la famille des acanthoceratidés et de la sous-famille des acanthoceratinés. Il vivait au Cénomanien (Crétacé supérieur) et mesurait environ 30 cm de diamètre.

## Espèces
- Acompsoceras inconstans (Schlüter)
- Acompsoceras renevieri (France : Pas-de-Calais)
- Acompsoceras sp. (France : Sarthe)